# Герб Борзни
Герб Борзни́ — офіційний символ міста Борзна Чернігівської області.

## Опис
У червоному полі золотий лицарський хрест над срібним рогами догори півмісяцем.
Щит накладено на бароковий картуш, що увінчаний срібною мурованою міською короною. Допускається використання герба без картуша та корони.

## Трактування символіки міста
Герб міста копіює історичний герб міста:
- лицарський хрест — віра, надія, любов, випробування, спасіння, готовність збройно захищати свою Батьківщину;
- перевернутий півмісяць — символ поразки нападників-бусурманів;
- хрест над півмісяцем — символізує перемогу християн над бусурманами, здатність збройно захищати свої ідеали;
- картуш — декоративна прикраса, що виконана в стилі козацького бароко; згадка про те, що село було засноване саме в козацькі часи;
- міська корона — символ місцевого самоврядування, згадка про історичний і сучасний статус міста.

При виконанні герба застосовані геральдичні кольори й кольори металу:
- червоний колір — символізує хоробрість, мужність, безстрашність;
- золото — символ багатства, могутності, постійності, справедливості, милосердя, золотих хлібних ланів;
- срібло — символ чистоти, праведності, благородства, чистих вод річки Борозенки, що дала назву місту.

## Історія герба

Герб XVII ст. (реконструкція)

### Період Речі Посполитої
У 1634 році Борзна одержала магдебурзьке право. Очевидно, тоді ж місто отримало герб: у червоному полі золотий лицарський хрест над срібним півмісяцем рогами догори.

### Козацький період
На сьогодні місто продовжує використовувати герб з хрестом і півмісяцем. Символіка міста лягла в основу символіки Борзнянської сотні. Так у Ніжинській філії чернігівського обласного архіву знаходиться відбиток печатки Борзнянської сотні 1782 р. Зображення: у центрі хрест, під ним півмісяць рогами догори, над хрестом дві шестикутні зірки і корона, під півмісяцем дві перехрещені галузки. Понад верхнім краєм щита іде напис: «ПЕЧАТЬ СОТНЬ БОРЗЕНСКОЙ».

### Герб російського періоду

Проект 1865 року

Герб затверджений 4 червня 1782 р. В червоному полі чотирикінцевий золотий хрест над срібним рогатим місяцем. Із встановленням радянської влади у місті міська символіка Борзни була скасована.

### Спроба модифікації

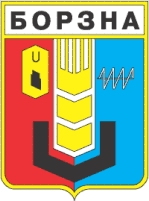
Герб зразка 1975 року

У середині XIX століття у Російській імперії розпочалася геральдична реформа. Було підготовлено нови герби для кількох міст України, зокрема і для Борзни. Проект для міста Борзни був розроблений Б. Кене 13.04.1865. За ним новий герб повинен був мати такий опис: у червоному щиті золотий з лицарський хрест, під яким золотий перекинутий півмісяць. У вільній частині герб Чернігівської губернії. Щит увінчаний срібною міською короною з трьома вежками та обрамований двома золотими колосками, оповитими Олександрівською стрічкою.

### Герб радянського періоду
Затверджений в 1975 році. Щит розтятий червоним та лазуровим. У першій частині — золота шпуля в стовп, в другій — срібний радіосигнал. У центрі — золотий колос, супроводжуваний знизу чорним металевим профілем. Срібна глава обтяжена чорною назвою міста.
Елементи герба 1975 року символізували чотири основні напрями розвитку промисловості Борзни:
- золотий колос — радгосп-технікум,
- «золота шпуля в стовп» — молокозавод,
- «срібний радіосигнал» — філія радіозаводу,
- «чорний металевий профіль» (головка гаєчного ключа або напівгайка) — «Сільгосптехніка».